# حي الفارسي (عدن)
حي الفارسي هو أحد أحياء مديرية البريقة في محافظة عدن اليمنية. يبلغ تعداد سكانه 9556 نسمة حسب التعداد السكاني في اليمن لعام 2004.